# La Résidence (série télévisée)
Pour l’article homonyme, voir La Résidence.
La Résidence (The Residence) est une mini-série dramatique policière américaine créée par Paul William Davies, produite par Shonda Rhimes et diffusée le 20 mars 2025 sur Netflix. 
Inspirée du livre The Residence: Inside the Private World of the White House de Kate Andersen Brower, la série tourne autour d'un meurtre impliquant le personnel de la Maison Blanche,,.

## Synopsis
L'action se déroule « à l'étage, en bas et à l'arrière » de la Maison Blanche. Cordelia Cupp, une détective excentrique, arrive sur les lieux afin de résoudre un meurtre survenu lors d'un dîner d'État . Au cours de l'enquête, des conflits interpersonnels entre 157 membres du personnel de la résidence commencent à éclater,,.

## Distribution
- Uzo Aduba (VF : Ludmilla Dabo) : Cordelia Cupp, consultante auprès du département de police métropolitaine
- Giancarlo Esposito (VF : Jean-Paul Pitolin) : A.B. Wynter, Huissier en chef de la Maison Blanche
- Susan Kelechi Watson (VF : Fily Keita) : Jasmine Haney, Huissière adjointe de la Maison Blanche
- Jason Lee (VF : Philippe Valmont) : Tripp Morgan, le frère du président
- Ken Marino (VF : Guillaume Lebon) : Harry Hollinger, le Conseiller en chef du Président
- Edwina Findley (en) (VF : Déborah Claude) : Sheila Cannon, une majordome de la Maison Blanche
- Randall Park (VF : Stéphane Fourreau) : Edwin Park, un agent spécial du FBI
- Molly Griggs (en) (VF : Sarah Barzyk) : Lilly Schumacher, la secrétaire sociale du Président
- Al Mitchell (VF : Greg Germain) : Rollie Bridgewater, le majordome en chef de la Maison Blanche
- Dan Perrault (en) (VF : Olivier Chauvel) : Colin Trask, chef de l'équipe présidentielle des services secrets
- Spencer Garrett (en) (VF : Éric Peter) : Wally Glick, le directeur du FBI
- Bronson Pinchot (VF : Serge Faliu) : Didier Gotthard, le chef pâtissier exécutif de la Maison Blanche
- Isiah Whitlock Jr. (VF : Rody Benghezala) : Larry Dokes, le chef de la police du MPD
- Mary Wiseman (VF : Gaëlle Marie) : Marvella, la chef cuisinière de la Maison Blanche
- Matt Oberg (en) (VF : Laurent Morteau) : Nick Simms
- Taran Killam (en) (VF : Alan Aubert-Carlin) : Saint-Pierre
- Alexandra Siegel (VF : Camille Ravel) : Valentina Motta
- Ryan Farrell : Lorenzo Motta
- Barrett Foa (VF : Yoann Sover) : Elliot Morgan, le Premier Gentleman
- Al Franken (VF : Patrick Raynal) : Aaron Filkins, le sénateur senior de Washington
- Julian McMahon (VF : Benjamin Egner) : Stephen Roos, le Premier ministre d'Australie
- Kylie Minogue (VF : Isabelle Desplantes) : elle-même
- Jane Curtin (VF : Annie Sinigalia) : Nan Cox
- James Babson (VF : Sacha Petronijevic) : Daryl Armogeda
- Eliza Coupe (VF : Chloé Berthier) : Margery Bay Bix
- Izzy Diaz (VF : Jérémy Prévost) : Eddie Gomez
- Paul Witten (VF : Sébastien Rajon) : Jeffrey Hewes
- Paul Fitzgerald (VF : François Raison) : Perry Morgan, le président des États-Unis
- Roslyn Gentle (en) (VF : Catherine Griffoni) : Rachel Middlekauff
- Chris Grace (en) (VF : Anatole Yun) : Duane Ladage
- Juliette Jeffers (en) (VF : Virginie Emane) : Angie Huggins
- Sumalee Montano (VF : Julie Turin) : Dana Hammond
- Brett Tucker (VF : Olivier Benard) : David Rylance
- Nathan Lovejoy (en) : Alden Tamridge
- Julieth Restrepo (en) (VF : Camille Ravel) : Elsyie Chayle
- Mel Rodriguez (VF : Franck Gourlat) : Bruce Geller
- Rebecca Field (VF : Aurore Bonjour) : Emily Mackil

 Source et légende : version française (VF) sur RS Doublage et les cartons du doublage français.

## Production

### Développement
Le 20 juillet 2018, Netflix a annoncé La Résidence dans le cadre d'un accord à neuf chiffres entre le diffuseur et Shondaland, tous deux acquérant les droits d'adaptation du livre de non-fiction, The Residence: Inside the Private World of the White House, écrit par Kate Andersen Brower,,. Le 7 mars 2022, il a été dévoilé que The Residence serait composé de huit épisodes d'une heure avec Paul William Davies, scénariste de Scandal et créateur de For the People, en tant que producteur exécutif et showrunner de la série dans le cadre de son accord global avec Netflix,. Shonda Rhimes et Betsy Beers de Shondaland rejoindraient également Davies en tant que producteurs exécutifs,. Le 27 février 2023, Liza Johnson a été annoncée comme réalisatrice des quatre premiers épisodes,.

### Distribution des rôles
Le 1er février 2023, Uzo Aduba a été annoncée comme le personnage principal de la série,,. Le casting supplémentaire a été révélé le 27 février 2023, avec Andre Braugher, Susan Kelechi Watson, Ken Marino, Jason Lee, Bronson Pinchot, Isiah Whitlock Jr., Edwina Findley, Molly Griggs, Al Mitchell, Dan Perrault et Mary Wiseman rejoignant Aduba dans des rôles secondaires,,. Le 7 mars 2023, Randall Park et Spencer Garrett ont été révélés avoir rejoint le casting respectivement dans un rôle principal et un rôle récurrent,. Le lendemain, quatre autres membres du casting ont été annoncés, à savoir EL Losada, Matt Oberg, Ryan Farrell et Alexandra Siegel. Le 30 mars 2023, Barrett Foa a rejoint le casting principal à titre récurrent. D'autres acteurs ont été annoncés le 14 avril 2023, dont Kylie Minogue dans son propre rôle, Jane Curtin, James Babson, Eliza Coupe, Izzy Diaz, Paul Fitzgerald, Roslyn Gentle, Chris Grace, Juliette Jeffers, Sumalee Montano, Brett Tucker, Nathan Lovejoy, Julieth Restrepo, Mel Rodriguez et Rebecca Field. Losada a été remplacé par Taran Killam dans le montage final.

### Tournage
Le 18 juillet 2022, il a été révélé que la série avait reçu des crédits d'impôt du California Film Office d'une valeur de 13,95 millions de dollars américains,. La production de la série a été suspendue par les conflits du travail à Hollywood en 2023 après le tournage de quatre des huit épisodes commandés. La série devait reprendre sa production le 2 janvier 2024. André Braugher est décédé le 11 décembre 2023. En février 2024, il a été annoncé que la production avait repris et que Giancarlo Esposito avait assumé le rôle de Braugher.

## Diffusion
La Résidence est sorti sur Netflix le 20 mars 2025.

## Réception
Le site Web d'agrégation d'avis Rotten Tomatoes a rapporté un taux d'approbation de 82 % avec une note moyenne de 6,7/10, basée sur 39 avis de critiques. Le consensus des critiques du site Web se lit comme suit : « La Résidence se situe à la Maison Blanche pour un mystère de meurtre léger qui ne sollicitera pas le cerveau, mais le détective excentrique campé par Uzo Aduba apporte un niveau de sophistication bienvenu aux procédures. »  Metacritic, qui utilise une moyenne pondérée, a attribué une note de 66 sur 100 sur la base de 22 critiques, indiquant des critiques « généralement favorables ». 